# Pieter Corbeels
Pieter Corbeels (Leuven, 12 maart 1755 - Doornik 21 juni 1799) was een Zuid-Nederlands boekdrukker en verzetsleider tijdens de Boerenkrijg.
Corbeels, zoon van een schoenmaker, was een tijdlang korporaal in het Oostenrijkse leger vooraleer hij in 1790 na de Brabantse Omwenteling een drukkerij oprichtte in Leuven. De drukkerij was gevestigd in het Sint-Gommarushuis in de Tiensestraat. Corbeels drukte naast de gewone, bestelde drukwerken ook een groot aantal opruiende pamfletten en almanakken. Hiervoor werd hij op 28 november 1792 gearresteerd en overgebracht naar Valencijn. Op 15 december 1792 werd hij vrijgelaten, waarna hij het drukken hervatte.
In 1796 verhuisde hij samen met zijn vrouw en drukkersgast Philippus Jacobus Brepols naar het rustigere Turnhout waar hij minder gehinderd werd door de Franse bezetter. In Turnhout kon hij zijn drukwerkzaamheden ongehinderd voortzetten. 
De inmiddels hertrouwde Corbeels verliet Turnhout in de zomer van 1798 om als leider van de Boerenkrijg ten strijde te trekken tegen de Franse overheerser.  Op 25 november 1798 werd hij echter in de bossen van Postel gevangengenomen door de Fransen, waarna hij in de gevangenis belandde en op 21 juni 1799 terechtgesteld werd in Doornik.
Zijn weduwe zette aanvankelijk de drukactiviteit van haar man voort, samen met Philippus Jacobus Brepols, maar al gauw kocht deze laatste haar uit. Hierdoor ontstond de drukkerij Brepols.

## In populaire cultuur
- Corbeels wordt vermeld in het lied Voor Outer en Heerd.
- Hij komt voor in de roman 'De harde weg' van Emiel van Hemeldonck.